# Palau de la Virreina de Gràcia
El Palau de la Virreina de Gràcia o Torre de Gràcia era un edifici de la Vila de Gràcia, que es trobava aproximadament on ara hi ha l'església parroquial de Sant Joan.

## Història
El 1761, el comerciant matriculat Joan Vidal va vendre a Lluís Escolà, familiar del Sant Ofici, una casa i heretat amb 40 mujades de terra, més l'anomenada Torre Xica amb 9 mujades de terra, i una altra peça de 9 mujades procedent de la Torre de Falcó, per 38.000 lliures. El novembre del 1770, la seva vídua Francesca Soler i el seu fill Tomàs Escolà i Soler vengueren el conjunt a Antoni d'Amat i de Junyent per 44.700 lliures, i dos mesos després, aquest en va fer agnició de bona fe al seu germà Manuel,  virrei del Perú. Les obres començaren ràpidament, ja que segons el baró de Maldà, els fonaments de la nova construcció, davant de la casa antiga, ja eren fets el 20 de març del 1771, i el 1773, ja devia estar acabada. L'any següent, el virrei va fer portar en vaixell des de Lima tres campanes, que l'agost del 1775 serien col·locades en el rellotge que s'hi va construir en una de les torres que flanquejaven l'edifici.
El juliol del 1776, Manuel d'Amat va cessar en el seu càrrec i es va anar a viure a la seva residència privada de Lima, la Quinta del Rincón. El desembre va partir cap a la Península, i després d'una estada a la cort de Madrid, el 22 d'octubre del 1777 va arribar a Barcelona. Encara que la seva residència oficial era el palau de la Rambla, la torre de Gràcia era destinada als actes socials i les celebracions, a més de passar-hi els estius i les temporades de repòs. El 1779, el virrei es va casar per poders amb Francesca de Fivaller i de Bru, uns 50 anys més jove que ell, per a reparar l'ofensa que havia contret el seu nebot Antoni d'Amat i de Rocabertí en desdir-se del compromís matrimonial amb ella, i el convit nupcial se celebrà el 15 de juny a la torre de Gràcia. Pocs anys després, el 1782, el virrei morí i la seva vídua, que en tenia l'usdefruit, hi va passar llargues temporades fins a la seva mort el 1791. Fou aleshores quan ambdós palaus van començar a ser anomenats popularment «de la Virreina».
El 1794, la torre, heretada per Antoni d'Amat, esdevingué l'espai d'acollida de la comunitat dels Josepets, i el 1797, d'alguns nobles fugits de la Revolució Francesa. Aquell mateix any, va ser l'escenari del casament entre Felip d'Amat i de Cortada i Eulàlia Desvalls i de Ribes, filla de Joan Antoni Desvalls i d'Ardena, marquès de Llupià. Durant l'epidèmia de febre groga de 1821, la torre va ser utilizada com a llatzeret, i a la mort d'Antoni d'Amat el 1824 sense fills, bo i seguint les disposicions testamentàries del virrei, passà a mans d'una causa pia per a dotar donzelles, el patró de la qual era Manuel Gaietà d'Amat i de Peguera, quart marquès de Castellbell i cinquè marquès de Castellmeià.
El 1833, hom pensava en alienar-la, i l'arquitecte Josep Mas i Vila fou l'encarregat de calcular-ne el valor. Finalment, el 1835, el marquès l'establí en emfiteusi, juntament amb la Torre Xica i el palau de la Rambla, a Josep Carreras i d'Argerich, que l'any següent l'establí de nou als administradors de l'Hospital de la Santa Creu. El 1843 va ser habilitada com a hospital militar provisional durant la bullanga de la Jamància, ús que mantindria en anys posteriors com a hospital militar per a convalescents i finalment, per a Capitania General. Pels volts del 1848, i després del projecte fallit de reconvertir-lo en un hospital psiquiàtric, la torre va ser utilitzada com a presó militar, i el 1864 passaria a ser una caserna d'infanteria.
Entre 1878 i 1884, la finca de la Virreina, que tallava diversos carrers (Torrent d'en Vidalet, Montmany, Encarnació, etc.), va ser parcel·lada per l'Hospital per a la urbanització de la zona, i la torre fou enderrocada. En el solar es va construir l'església parroquial de Sant Joan Baptista,
la primera pedra de la qual es va posar el 22 d'abril del 1878 i es va acabar el 1884.

## Descripció
Era una finca de grans dimensions, veïna de Can Trilla, Can Pardal, Cal Xero, Cal Casaca i Cal Comte, i els seus límits se situaven entre el carrer de la Providència, el Torrent del Pecat, la Travessera de Gràcia i el Torrent de l'Olla.
La torre, de planta rectangular, era de planta baixa i dos pisos, i tenia quatre torres quadrades als angles, coronades amb una coberta piramidal. La façana, d'estil rococó, recordava la del palau del Marquès de Castellbell a la plaça de Santa Anna (actualment avinguda del Portal de l'Àngel), segurament del mateix arquitecte. Segons un inventari, hi havia una fassina per a la fabricació d'aiguardent, amb un celler amb bótes de 6 i 7 càrregues, dos de 9 i altres de més petites. També hi havia cinc habitacions, una alcova, taules, cadires, catifes i un llit. Al costat de la casa hi havia una capella amb altar, un petit cor i ornaments religiosos. Com a curiositat, hi havia una gruta amb aigua, que encara es conservava el 1825.
La torre estava encarada cap al mar, i davant seu hi havia un passeig que hi pujava, l'actual carrer de Torrijos. A la cantonada amb el carrer de Sant Lluís encara hi ha la seva masoveria, amb jardí al davant i darrere.